# بوب بوغل
بوب بوغل (بالإنجليزية: Bob Bogle)‏ هو موسيقي وعازف قيثارة أمريكي، ولد في 16 يناير 1934، وتوفي في 14 يونيو 2009 في فانكوفر في الولايات المتحدة بسبب لمفوما.

## وصلات خارجية
- بوب بوغل على موقع IMDb (الإنجليزية)
- بوب بوغل على موقع ميوزك برينز (الإنجليزية)
- بوب بوغل على موقع ميوزك برينز (الإنجليزية)
- بوب بوغل على موقع أول ميوزيك (الإنجليزية)
- بوب بوغل على موقع ديسكوغز (الإنجليزية)